# Kroppsgenrer
| Kroppsgenrer |
| --- |
| Målningen Rädsla (Страх) av Marija Jakuntjikova, cirka 1893-95. - Betydelse – filmgenrer som i första hand påverkar kroppsligt - Bakgrund – Richard Dyer (1985), Carol J. Clover (1987), Linda Williams (1991) - Exempel – pornografi (och annan erotica), melodram, skräck |

Kroppsgenrer (engelska: body genres) är en genreindelning inom filmvetenskap. Den syftar på berättelser som direkt påverkar åskådarens kropp. Genrerna producerar en fysisk effekt och fångar kroppen i en intensiv känsla eller upplevelse, vilket leder till en fysisk reaktion. Oftast inkluderas genrerna melodram, pornografi och skräck, efter Linda Williams genomgång av konceptet 1991.

## Historik
Konceptet beskrevs först av Richard Dyer 1985, i hans essä "Male gay porn: Coming to terms":  
| ”                 | Det faktum att porr, liksom snyftare, thrillers och lågstatuskomedier, konsumeras i/genom kroppen, har förlänat den en låg status i vår kultur. Genrerna är populära, men kulturella auktoriteter tenderar fortfarande att värdera "andliga" kvalitéer högre än "kroppsliga" dito. Därmed relegerar de porr och resten till en underlägsen kulturposition. | „ |
| – Richard Dyer, . | |   |

Den engelska termen body genre myntades första gången av filmvetaren Carol J. Clover, i hennes "Her Body, Himself: Gender in the Slasher Film" (1987). Där syftade begreppet på "känslan eller 'kroppsgenrerna skräck och pornografi, de enda två genrerna som specifikt ägnas åt upphetsningen av kroppslig känsla".
I artikeln "Film Bodies: Gender, Genre, and Excess" (Film Quarterly, 1991) utvidgade Linda Williams definitionen till att även inkludera melodram. Hennes text och tredelning har därefter blivit mönsterbildande för senare skribenter. I den ovannämnda artikeln presenterade hon även de tre genrerna som typiska exempel på genrer som bygger på överdrifter, ofta med koppling till kombinationer av sex och våld eller en naken uppvisning av känsla.
Senare har i vissa sammanhang även komedi (och dess baskomponent humor) inkluderats. De olika kroppsgenrerna har även beskrivits inom konceptet "extrem film" (engelska: extreme cinema), där strukturen tenderar att vara episodisk och attraktionen inte ligger i berättelsen utan i filmens episodiska och spektakulära inslag av våld eller sex.
I samhället betraktas kroppsgenrer i regel som mindre värda än "sinnesgenrer" eller "tankegenrer", vilka appellerar till intellektet istället för till kroppen. Innehållet i kroppsgenrebundna verk är ofta producerade i könsuppdelade kontexter, och kvinnor är exempelvis ofta föremål för hot, våld och sexuella handlingar. Senare års utveckling i filmbranschen och samhället i stort har dock bidragit till många normbrytande verk.

## Effekter
De fysiska reaktionerna vid konsumtion av kroppsgenrer är:
- komedi (och övrig humor) – skratt
- melodram: gråt, vilket genererar tårar och påminns om i slanguttrycket "snyftare".
- pornografi (och annan erotica – sexuell upphetsning, svullnad hos könsorgan, vaginal lubrikation och orgasm
- skräck (inklusive thriller/rysare) – rädslan ger en fysisk reaktion med skakningar framkallade av adrenalin, av svettning, kalla kårar och ofta av gåshud

## Annan användning
En något annan användning av begreppet kroppsgenrer finns inom musikvetenskapen, där man ibland kan skilja mellan "tankegenrer" och "kroppsgenrer". Ett exempel på en musikgenre med kroppsligt fokus är dansmusik.